# Муханки (деревня)
Муханки — деревня в Дмитровском районе Московской области, в составе городского поселения Яхрома. Население — 6 чел. (2010). До 2006 года Муханки входили в состав Подъячевского сельского округа.

## Расположение
Деревня расположена на юго-западе центральной части района, примерно в 7 км на юго-запад от города Яхромы, на левом берегу реки Волгуша, высота центра над уровнем моря 182 м. Ближайшие населённые пункты — Мышенки на севере, Попадьино на северо-западе и Борносово на юго-западе.

## Население
| 2002 | 2006 | 2010 |
| ---- | ---- | ---- |
| 0    | →0   | ↗6   |